# Suiten für Violoncello solo (Reger)
Die drei Suiten für Violoncello solo (op. 131c) von Max Reger wurden 1915 komponiert und zählen zu der schwierigsten Solo-Literatur für dieses Instrument.

## Aufbau
Zur Erklärung der Satzbezeichnungen siehe auch: Tempobezeichnungen in der Musik.

### Suite Nr. 1 G-Dur
1. Präludium (Vivace)
2. Adagio
3. Fuge (Allegro)

### Suite Nr. 2 d-Moll
1. Präludium (Largo)
2. Gavotte (Allegretto)
3. Largo
4. Gigue (Vivace)

### Suite Nr. 3 a-Moll
1. Präludium
2. Scherzo (Vivace)
3. Andante con variazioni

## Hintergrund
Max Reger hält die Suite nicht im streng barocken Sinn, sondern als freie Folge von drei, höchstens vier Sätzen unterschiedlichen Charakters. Er beginnt immer mit einem Präludium, um mit einer kaum unterbrochenen Sechzehntelfolge die Bewegung in Fluss zu setzen.
Die Gavotte und die Gigue in der Suite Nr. 2 gehören zwar zu den traditionellen Stammsätzen der Suite, allerdings bricht er diese Form mit einem Largo auf, welches wie ein wehmütig rückblickendes Selbstgespräch wirkt.
Mit Max Reger erlebte die Sololiteratur für Streicher eine Renaissance, die ein halbes Jahrhundert in Werken Hindemiths, Bartóks, Honeggers und anderen fortwirken sollte.

## Aufnahmen / Tonträger
- Interpret: Alban Gerhardt
  - Erscheinungsdatum: 28. März 2008
  - Label: Hyperion (CODAEX)

- Interpret: Guido Schiefen
  - Erscheinungsdatum: 17. März 2003
  - Label: Oehms (CODAEX)

- Interpret: Werner Thomas-Mifune
  - Erscheinungsdatum: 30. September 1994
  - Label: Calig

- Interpret: Norbert Hilger
  - Erscheinungsdatum: 22. Juli 2005
  - Label: Querstand (CODAEX)

- Interpret: Luca Signorini
  - Erscheinungsdatum: 1. Juli 1999
  - Label: Nu (Note 1)

- Interpret: Pieter Wispelwey
  - Erscheinungsdatum: 1996
  - Label: Channel Classics CCS 9596

- Interpret: Hans Zentgraf
  - Erscheinungsdatum: 1. Januar 1995
  - Label: Mdg (CODAEX)

- Interpret: Jörg Metzger
  - Erscheinungsjahr: 1998
  - Label: Concerto Bayreuth